# الرميثة (توزر)
قرية الرميثة (بالإنجليزية: Erremitha)‏ هي إحدى عمادات ولاية توزر وتتبع إداريا معتمدية تمغزة، تقع قرب المعبر الحدودي فج بوزيان عند الحدود التونسية الجزائرية. 